# ISO/CEI 14443
 (juillet 2025).
Si vous disposez d'ouvrages ou d'articles de référence ou si vous connaissez des sites web de qualité traitant du thème abordé ici, merci de compléter l'article en donnant les références utiles à sa vérifiabilité et en les liant à la section « Notes et références ».
 (mars 2025).
La mise en forme du texte ne suit pas les recommandations de Wikipédia : il faut le « wikifier ».
Les points d'amélioration suivants sont les cas les plus fréquents :
- Les titres sont pré-formatés par le logiciel. Ils ne sont ni en capitales, ni en gras.
- Le texte ne doit pas être écrit en capitales (les noms de famille non plus), ni en gras, ni en italique, ni en « petit »…
- Le gras n'est utilisé que pour surligner le titre de l'article dans l'introduction, une seule fois.
- L'italique est rarement utilisé : mots en langue étrangère, titres d'œuvres, noms de bateaux, etc.
- Les citations ne sont pas en italique mais en corps de texte normal. Elles sont entourées par des guillemets français : « et ».
- Les listes à puces sont à éviter, des paragraphes rédigés étant largement préférés. Les tableaux sont à réserver à la présentation de données structurées (résultats, etc.).
- Les appels de note de bas de page (petits chiffres en exposant, introduits par l'outil «  Source ») sont à placer entre la fin de phrase et le point final[comme ça].
- Les liens internes (vers d'autres articles de Wikipédia) sont à choisir avec parcimonie. Créez des liens vers des articles approfondissant le sujet. Les termes génériques sans rapport avec le sujet sont à éviter, ainsi que les répétitions de liens vers un même terme.
- Les liens externes sont à placer uniquement dans une section « Liens externes », à la fin de l'article. Ces liens sont à choisir avec parcimonie suivant les règles définies. Si un lien sert de source à l'article, son insertion dans le texte est à faire par les notes de bas de page.
- La présentation des références doit suivre les conventions bibliographiques. Il est recommandé d'utiliser les modèles {{Ouvrage}}, {{Chapitre}}, {{Article}}, {{Lien web}} et/ou {{Bibliographie}}. Le mode d'édition visuel peut mettre en forme automatiquement les références.
- Insérer une infobox (cadre d'informations à droite) n'est pas obligatoire pour parachever la mise en page.

Pour une aide détaillée, merci de consulter Aide:Wikification.
Si vous pensez que ces points ont été résolus, vous pouvez retirer ce bandeau et améliorer la mise en forme d'un autre article.
L'ISO/CEI 14443 est une norme internationale définissant les caractéristiques des cartes à puce sans contact fonctionnant à une fréquence de 13,56 MHz et permettant une communication en champ proche (NFC). Elle est largement utilisée pour les cartes d'identification, les badges d'accès, les paiements sans contact et les systèmes de transport.

## Caractéristiques principales
- Fréquence : 13,56 MHz
- Distance de lecture : Jusqu'à 10 cm
- Débit de communication : 106, 212, 424 ou 848 kbit/s
- Deux types de cartes :
  - Type A : Utilise la modulation ASK 100 % et un encodage Miller.
  - Type B : Utilise la modulation ASK 10 % et un encodage NRZ.

## Structure de la norme
L’ISO/CEI 14443 est divisée en quatre parties :
1. ISO 14443-1 : Décrit les dimensions et les caractéristiques physiques des cartes.
2. ISO 14443-2 : Définit les caractéristiques de transmission radio.
3. ISO 14443-3 : Gère l’activation et la communication entre le lecteur et la carte.
4. ISO 14443-4 : Définit le protocole d'échange de données.

## Utilisations courantes
- Carte bancaires sans contact (Visa, Mastercard, etc.)
- Titre de transports (Carte Navigo, Oyster Card, etc.)
- Badges d'accès et de contrôle
- Passeport biométrique

Cette norme est souvent comparée à ISO/CEI 15693, qui permet une lecture à plus longue distance.